# Инцидент с американским DC-8 (1968)
Инцидент с американским рейсом 253А произошёл 1 июля 1968 года в воздушном пространстве СССР над Курильскими островами (Сахалинская область). В ходе него самолёт Douglas DC-8 Super 63CF авиакомпании Seaboard World Airlines, США, нарушил воздушную границу СССР. Самолёт вылетел с военной базы Маккорд близ г. Сиэтл в США. Его конечным пунктом была военная база Йокота, Япония. На борту самолёта находились 214 военных, направлявшихся на войну в Южный Вьетнам, и 24 члена экипажа. Самолёт был перехвачен советскими лётчиками в 8:20 утра и принуждён к посадке на 2,5-километровой бетонной полосе аэропорта Буревестник на о. Итуруп в 8:39 утра. Самолёт и члены экипажа находились на территории СССР двое суток, после чего были отпущены. Инцидент получил широкую мировую огласку в СССР, США, КНР и Вьетнаме. Находясь на территории СССР, капитан самолёта Джозеф Тосолини принёс извинения за нарушение воздушной границы СССР, но на территории Японии взял свои слова обратно.

## Хронология событий
Днём 1 июля 1968 года самолёт Douglas DC-8 Super 63CF компании Seaboard World Airlines вылетел с базы ВВС Маккорд, недалеко от Сиэтла, штат Вашингтон, направляясь на авиабазу Йокота в Японии. Самолёт пилотировали Джозеф Д. Тосолини, второй пилот Генри Трегер, бортинженер Эрл Скотт и штурман Лоуренс Гернон. Поскольку самолёт совершал свой первый полёт, в состав экипажа также входили пилот-испытатель и инженер-испытатель. На борту самолёта находились 214 американских военнослужащих и 24 члена экипажа, направлявшихся в Южный Вьетнам через Японию.
Самолёт отклонился на запад от запланированного курса, когда вошёл в зону досягаемости Японии, проходя вдоль Курильских островов, принадлежащих Советскому Союзу. Японские радиолокационные диспетчеры уведомили экипаж об ошибке, когда он отклонился от курса примерно на 80 морских миль (150 км). Заключения расходятся во мнениях относительно того, было ли сообщение непонятным для рейса 253A из-за помех или же сообщение было получено, но экипаж не успел отреагировать. Два советских истребителя МИГ, пилотируемых Ю. Б. Александровым, В. А. Игониным, И. Ф. Евтошенко и И. К. Морозом, перехватили DC-8 в 23.20 UTC (8:20 утра) и дали ему указание следовать за ним, сделав предупредительные выстрелы. DC-8 был доставлен на аэродром Буревестник на принадлежавшем Советскому Союзу острове Итуруп, приземлился в 23:43 UTC (8:39 утра) на бетонной взлётно-посадочной полосе длиной 2400 метров (7900 футов). Капитан не сообщил о каких-либо повреждениях самолёта, поскольку он выключил двигатели в 8:42 утра.
Буревестник был советским аэродромом-перехватчиком, обслуживаемым только военным постом и небольшой деревней. Первоначально всех американцев держали в самолёте и выпускали наружу в радиусе около 100 метров (330 футов) от самолёта. На следующий день на камбузе закончилась еда, и советская сторона доставила военные пайки из чёрного хлеба, консервированного сыра, сливочного масла, слабого кофе, говяжьего бульона, лапши и сигарет. Женскому лётному экипажу разрешили ночевать в техническом здании на вторую ночь.